# Champagnerparagraph
Champagnerparagraph wurden die Artikel 274 und 275 im Friedensvertrag von Versailles von 1919 genannt, die es deutschen Produkten verboten, fremde Herkunftsbezeichnungen zu führen. Besonders betraf dies Champagner und Cognac aus deutscher Herstellung, die aus französischer Sicht irreführend nach französischen Gegenden benannt waren. Seither werden diese Produkte als Sekt und Weinbrand bezeichnet.
Die bindende Wirkung entfaltet sich nicht außerhalb des Geltungsraumes des Friedensvertrages; beispielsweise wird Krimsekt russisch шампанское schampanskoje genannt, ukrainisch шампаньске schampanske.
Die Artikel befinden sich in Teil X, Abschnitt I des Vertrags und sind als „Kapitel 3. Unlauterer Wettbewerb“ überschrieben. In Artikel 274 heißt es, dass Deutschland sich verpflichte, „alle erforderlichen Gesetzes- oder Verwaltungsmaßnahmen zu treffen, um die Rohstoffe oder Fabrikate irgendeines der alliierten oder assoziierten Staaten gegen jede Form von unlauterem Wettbewerb in Handelsgeschäften zu schützen“. Laut Artikel 275 „verpflichtet sich Deutschland zur Beachtung der Gesetze […], die in einem alliierten oder assoziierten Lande in Kraft sind […], und die das Recht einer örtlichen Herkunftsbezeichnung festsetzen oder regeln für Weine oder Spirituosen“. Damit wurde Deutschland zur Beachtung der Pariser Verbandsübereinkunft zum Schutz des gewerblichen Eigentums von 1883 gezwungen.
Im Staatsvertrag von Saint-Germain-en-Laye, dem Regelwerk für die Auflösung der österreichischen Reichshälfte (die im Reichsrat vertretenen Königreiche und Länder) Österreich-Ungarns und die Bedingungen für die neue Republik Deutschösterreich findet sich ein ähnlicher Artikel 227 (Unlauterer Wettbewerb): „[…] wodurch das Recht auf eine Gegendbezeichnung für die Weine oder geistigen Getränke bestimmt oder geregelt wird, die in dem Lande, zu dem die Gegend gehört, erzeugt sind, oder wodurch die Bedingungen bestimmt oder geregelt werden, an welche die Erlaubnis zum Gebrauch einer Gegendbezeichnung geknüpft ist.“